# یونی ایر
یونی ایر (به انگلیسی: Uni Air) یک شرکت هواپیمایی با کد یاتا B7 است که در ۱۹۹۸ میلادی تأسیس شده‌است. قطب یونی ایر در فرودگاه بین‌المللی تائویوان تایوان قرار دارد.